# Dem Franchize Boyz
Dem Franchize Boyz fue un grupo de Atlanta de Snap. El grupo se componía de cuatro miembros: Gerald "Buddie" Tiller, Maurice "Parlae" Gleaton, Bernard "Jizzal Man" Leverette y Jamal "Pimpin" Willingham.

## Carrera musical
Estuvieron en un principio fichados por Universal Records. Debutaron con el sencillo "White Tee" en 2004, aunque no les llegó el éxito (una vez ya fichados por JD para su productora, So So Def) con la publicación del sencillo "Lean Wit It, Rock Wit It" (con el que después harían un "smash-up" con la canción "Coming Undone" del grupo de Rock, Korn), "Ridin' Rims (canción que se convirtió en un referente underground para las modificaciones de los coches), pero sobre todo, "I Think They Like Me (Remix)", con Jermaine Dupri, Da Brat y Bow Wow. Están considerados como los pioneros de un nuevo subgénero de hip hop llamado snap music.
En 2007 dejaron So So Def para irse a Capitol Records. Pese a esto seguían siendo apoyados por Jermaine Dupri. En 2008 se trasladaron a Koch Records. Y sacaron su tercer disco Our World, Our Way el 30 de septiembre de 2008. El disco y los sencillos pasaron bastante desapercibidos.
A principios de 2010 anunciaron que se separaban oficialmente para hacer proyectos en solitario. También debe de estar motivado debido al fracaso de su último disco. Aun así realizaron una aparición estelar el 7 de junio en el Hip Hop Honors.
Regresaron durante un corto periodo de tiempo entre 2011 y 2012. Lanzaron un Mixtape con 13 canciones que no fueron sacadas en ningún disco anterior. Tras esto se disolvieron definitivamente.

## Discografía

### EPs
| Año  | Álbum                                                                                     | Posiciones | Posiciones | Posiciones | Posiciones | Posiciones | Certificaciones |
| Año  | Álbum                                                                                     | US         | US R&B     | US Rap     | US Heat    | US Indie   | Certificaciones |
| ---- | ----------------------------------------------------------------------------------------- | ---------- | ---------- | ---------- | ---------- | ---------- | --------------- |
| 2004 | Dem Franchize Boyz - Lanzado: 14 de septiembre de 2004 - Productora: Universal Records    | 106        | 18         | —          | 1          | —          |                 |
| 2006 | On Top of Our Game - Lanzado: 7 de febrero de 2006 - Productora: Virgin/So So Def Records | 5          | 2          | 1          | —          | —          | - US: Oro       |
| 2008 | Our World, Our Way - Lanzado: 30 de septiembre de 2008 - Productora: E1 Music             | 118        | 19         | 10         | —          | 19         |                 |

### Mixtapes
| Año  | Álbum                                                                | Posiciones | Posiciones | Posiciones | Certificaciones |
| ---- | -------------------------------------------------------------------- | ---------- | ---------- | ---------- | --------------- |
| 2011 | Voltron - Lanzado: 10 de julio de 2011 - Productora: Capitol Records | —          | —          | —          |                 |

## Sencillos

### sencillos
| Año  | Canción                                                                      | U.S. Hot 100 | U.S. R&B | U.S. Rap | Álbum              |
| ---- | ---------------------------------------------------------------------------- | ------------ | -------- | -------- | ------------------ |
| 2004 | "White Tee"                                                                  | 79           | 25       | 23       | Dem Franchize Boyz |
| 2005 | "I Think They Like Me (Remix)" (featuring Jermaine Dupri, Da Brat & Bow Wow) | 15           | 1        | 1        | On Top of Our Game |
| 2006 | "Lean wit It, Rock wit It"                                                   | 7            | 2        | 1        | On Top of Our Game |
| 2006 | "Ridin' Rims"                                                                | 80           | 40       | 22       | On Top of Our Game |
| 2008 | "Talkin' Out da Side of Ya Neck!"                                            | -            | 71       | -        | Our World, Our Way |
| 2008 | "Turn Heads" (featuring Lloyd)                                               | -            | 75       | -        | Our World, Our Way |

### Colaboraciones
| Año  | Canción                                                         | U.S. Hot 100 | U.S. R&B | U.S. Rap | Álbum              |
| ---- | --------------------------------------------------------------- | ------------ | -------- | -------- | ------------------ |
| 2006 | "Everytime tha Beat Drop" (Mónica featuring Dem Franchize Boyz) | 48           | 11       | -        | The Makings of Me  |
| 2006 | "Pimped Out" (Brooke Valentine featuring Dem Franchize Boyz)    | -            | 87       | -        | Physical Education |